# Aetobatidae
Aetobatidae – monotypowa rodzina ryb chrzęstnoszkieletowych z rzędu orleniokształtnych (Myliobatiformes).

## Rozmieszczenie geograficzne
Do rodziny należą gatunki występujące w wodach Oceanu Indyjskiego oraz zachodniego i wschodniego Oceanu Spokojnego.

## Morfologia
Długość ciała do 300 cm; masa ciała (największa opublikowana) 230 kg.

## Systematyka
Rodzaj zdefiniował w 1816 roku francuski zoolog i anatom porównawczy Henri Marie Ducrotay de Blainville w artykule poświęconym klasyfikacji na podstawie rozmieszczenia w królestwie zwierząt opublikowanym w czasopiśmie Bulletin des Sciences, par la Société Philomáthique de Paris. Gatunkiem typowym jest najprawdopodobniej (późniejsze oznaczenie) A. narinari.

### Etymologia
- Leiobatus: gr. λειος leios ‘gładki’[14]; βατoς batos lub βατις batis ‘płaska ryba, zwykle stosowana w odniesieniu do płaszczki lub rai’[15].
- Aetobatus (Aetobatis): gr. αετος aetos ‘orzeł’; βατoς batos lub βατις batis ‘płaska ryba, zwykle stosowana w odniesieniu do płaszczki lub rai’[16].
- Stoasodon: gr. στοα stoa ‘kolumnada. krużganek’; οδους odous, οδοντος odontos ‘ząb’[10].
- Goniobatus: gr. γωνια gōnia ‘kąt, róg’[17]; βατoς batos lub βατις batis ‘płaska ryba, zwykle stosowana w odniesieniu do płaszczki lub rai’[15]. Gatunek typowy (oznaczenie monotypowe): Raja flagellum Bloch & Schneider, 1801.

### Podział systematyczny
Do rodziny należy jeden rodzaj z następującymi występującymi współcześnie gatunkami:
- Aetobatus flagellum (Bloch & Schneider, 1801)
- Aetobatus laticeps (Gill, 1865)
- Aetobatus narinari (Euphrasen, 1790) – orleń cętkowany[18]
- Aetobatus narutobiei White, Furumitsu & Yamaguchi, 2013
- Aetobatus ocellatus (Kuhl, 1823)

Opisano również gatunki wymarłe:
- Aetobatus arcuatus (Agassiz, 1843)[19]
- Aetobatus cappettai Antunes & Balbino, 2006[20] (Europa; miocen)
- Aetobatus irregularis (Agassiz, 1843)[21] (Europa; eocen)
- Aetobatus sinhaleyus Deraniyagala, 1937[22] (Azja; miocen)